# Coptopteryx pusilla
Coptopteryx pusilla es una especie de mantis de la familia Coptopterygidae.

## Distribución geográfica
Se encuentra en Argentina.